# Dobieszowice (Slezské vojvodství)
Dobieszowice je vesnice v Polsku Slezské vojvodství, okres Będzin, gmina Bobrowniki na východních svazích kopce Tatarská Góra (321 m n. m.). Název kopce je spojena podle místní legendy s nájezdy Tatarů, kteří byli v tomto regionu v roce 1241.

## Historie
V 18. století obec už existovala s názvem Dobiesławice, což někteří spojují s rytířem Dobiesławem – válečník Boleslava IV. Kadeřavého, nebo malopolským palatinem z konce 17. století.
První písemné zmínky o Dobieszowicích pocházejí z roku 1287, z dokumentu, podle kterého patří pod klášter v Zwierzyńcu pod Krakovem. V 18. století patřily Prusku a v 19. století na krátko pod Varšavské knížectví. V roce 1915 byla začleněna do gminy Bobrovniki okres Będzin. 1. září 1939 byly okupovány nacistickým Německem a osvobozeny 1. ukrajinským frontem 27. ledna 1945.
V letech 1975–1998 území vesnice bylo začleněno pod vojvodství Katovice.

## Instituce
V Dobieszowicích se nacházejí:
- farní kostel zasvěcený Nejsvětějšímu Srdci Ježíšovu (Najświętszego Serca Pana Jezusa) z roku 1988, farnost do roku 1969 patřila pod římskokatolickou farnost v Siemoni.
- náboženská společnost Svědkové Jehovovi
- školka a základní škola, první škola byla založena v roce 1840
- zdravotní středisko
- dům kultury

## Památky
- Historický dvoupatrový dům, který sloužil pro ubytování služebnictva a jako sýpka. Budova byla postavena v 16. století a několikrát přestavěna. Je zapsaná v seznamu kulturních památek.

- Polský bunkr č. 52 se nalézá 400 m od mostu a 150 m od ulice 27. stycznia. Byl vyzbrojen těžkými kulomety, vybaven kopulí vz. 38 a postaven v roce 1938 jako součást Opevněné oblasti Slezsko (Obszar Warowny Śląsk).